# Podospora cupiformis
Podospora cupiformis är en svampart som beskrevs av Cailleux 1969. Podospora cupiformis ingår i släktet Podospora och familjen Lasiosphaeriaceae.   Inga underarter finns listade i Catalogue of Life.